# الذكاء المتداخل بين الثقافات (في وسط متعدد الثقافات)
الذكاء المتداخل بين الثقافات (في وسط متعدد الثقافات Intercultural intelligent) ، أو مايطلق عليه اختصاراً بالإنجليزية ICI ، ويعني القدرة على العمل بفعالية في بيئات متنوعة ثقافياً.يُعرف الذكاء الثقافي بإنه ” قُدرة الشخص على تأدية الوظائف بصورة فعّالة في أوضاع وظروف تنطوي على العديد من الاختلافات الثقافية”، وذلك وفقاً لكل من (أنغ وفان دين وكوه 2005؛ آيرلي وأنغ 2003؛ آيرلي وموساكوسكي 2005). يتألف هذا النوع من الذكاء من أبعاد مختلفة (ما وراء المعرفي، والمعرفي، والتحفيزي، والسلوكي) ترتبط هذه الأبعاد بكيفية التواصل الفعال في البيئة العالمية (مثل الحكم الثقافي واتخاذ القرارات والتكيف الثقافي وأداء المهام في بيئات متنوعة ثقافيا).
 يختلف الذكاء المتداخل بين الثقافات عن الذكاء الثقافي لأنه يعتمد على الإيمان بالتواصل الفعال عن طريق خلق التداخل في بيئة تتسم بالتعددية الثقافية بينما يستند الذكاء الثقافي CQ على التواصل الفعال في بيئة تتسم بالإندماج الثقافي. تم استخدام المصطلح لأول مرة في عام 2006 استجابة للصفات التي لوحظت في المديرين التنفيذيين الدوليين والتي مكنتهم من النجاح عالميًا.

## المبادئ الأساسية في الذكاء متعدد الثقافات
في مجتمع متنوع ثقافياً، يتسع الذكاء ICI (الذي يتسم بالتداخل الثقافي) عند الفرد من خلال فهم المواقف والتجارب المعرفية بناء على ثقافته أو بناءً على ثقافته الشخصية وعلى ثقافة المجموعات الثقافية المهيمنة داخل ذلك المجتمع. في مجتمع عالمي، يزداد الطلب على الذكاءالمتداخل ثقافيا حيث أصبح العالم أكثرعولمة في مختلف القطاعات في حياتنا. لا تتفق نظرية ICI مع افتراضات الثقافات الوطنية وتشير بدلاً من ذلك إلى وجود «ثقافات ذاتية» فردية و «ثقافات ذاتية» مشتركة. على سبيل المثال قد نجد شخص هندي مولود في الكويت، ولغته الأم هي الإنجليزية، ويعمل لدى شركة كورية هناك. لذلك يتطلب التواصل بين الثقافات على أكثر من مجرد لغة، فقد تلعب الثقافة دورًا مهمًا. اللغة بدون ICI (الذكاء المتداخل ثقافيا) يمكن أن تؤدي إلى فهم ثقافي مغلوط ويمكن أن يشكل نقصه عيبًا في التواصل.
فهم وجهات النظر المختلفة عبر العالم لها تأثير كبير على ICI الفرد، حيث يمتلك الأشخاص الذين يتمتعون بمستوى عال من ICI فهمًا بارعًا لمفاهيم مثل الشرف والعار، والشعور بالذنب والبراءة، والقوة والخوف. تتضمن الحساسية بين الثقافات قدرة الأفراد على تجربة الاختلافات الثقافية ذات الصلة، بينما يتضمن الذكاء المتداخل ثقافيا بالقدرة على تفسير الإيماءات غير المألوفة والغموض لدى شخص ما.

## في الأعمال
يستخدم الذكاء المتداخل ثقافيا في عالم الأعمال لسد الفجوة الثقافية وتجنب سوء الفهم الذي يؤثر على الأعمال. تم العثور على تطبيق ICI للحد من فرص الاشتباكات وغيرها من الحوادث الضارة التي عادة ما تؤثر على الإنتاجية والشعور تجاه العمل. تم العثور على تطبيقه أيضًا في التدريب على الأعمال التجارية كوسيلة للتدريب عبر الثقافات بطريقة تتغلب على سوء الفهم بين الثقافات المختلفة. عندما تصبح الشركات أكثر عالمية، كذلك تتفاعل التفاعلات بين موظفيها متعددي الثقافات والتي تدار عبر الخطوط الثقافية.
تم دمج ICI في التعليم الثانوي والجامعي في دولة الإمارات العربية المتحدة. في دولة الإمارات المتنوعة ثقافياً، تم تنفيذ دورات لتدريس ICI استجابة للحاجة المعلنة إليها في مثل هذه البيئة. لقد بدأ يلاحظ أن نظام التعليم الحالي يتم بطريقة أحادية الثقافة بينما العالم أصبح أكثر تعددًا للثقافات. إذا كان الطلاب أكثر حساسية بين الثقافات للأعضاء الذين ينتمون إلى ثقافات أخرى، فإن هذا قد يساعد في منع المواقف العرقية. تمر كليات الجامعة والكليات نفسها أيضًا بعملية جعل معلميها أكثر عالمية من خلال المعهد. الدكتورة كارين ماجرو إلى أن المعلمين يجدون أنه مع تنوع متزايد، تتسع أدوار المعلمين لتشمل دور المرشدين والميسرين الثقافيين في الفصل.

## انظر ايضاً
- التواصل بين الثقافات
- الكفاءة بين الثقافات
- دورة الذكاء
- الثقافة التنظيمية
- الكفاءة الثقافية
- التفاعل الثقافي
- العلاقات بين الثقافات